# Calot
Pour la bille, voir Jeu de bille#Types de billes.
Pour les articles ayant des titres homophones, voir Calo, Kahlo et Kalo.

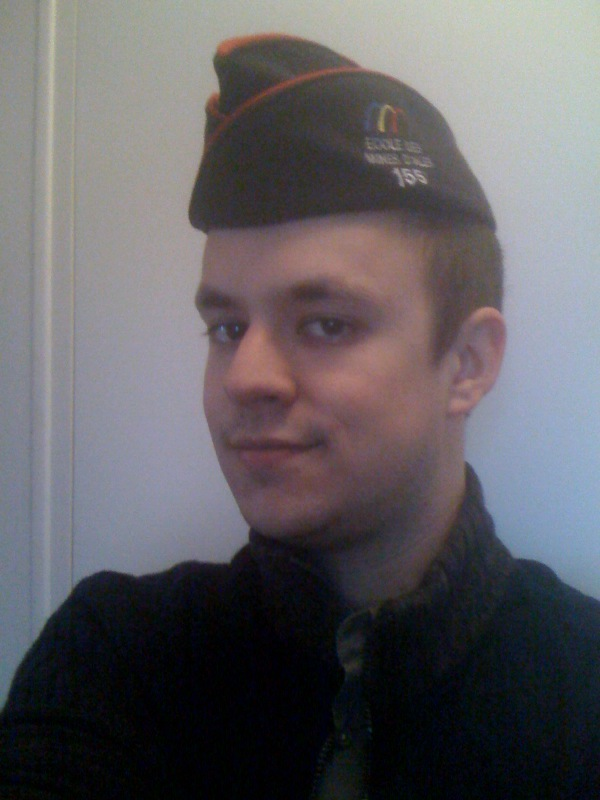
Homme coiffé d'un calot.

Le calot est un couvre-chef, que l’on trouve souvent dans diverses armées ; on parle alors de calot militaire ou simplement de calot.
Le calot peut être fabriqué en feutre.
La partie en contact avec la peau peut être doublée de cuir, pour prévenir des démangeaisons et pour améliorer le confort.
Lorsqu'il est plié et posé sur un plan (une table), il ressemble à un rectangle dont l'un des grands côtés serait légèrement bombé vers l'extérieur (selon la forme du haut du crâne).
Les couleurs peuvent en être diverses, même si le kaki est une des couleurs les plus fréquentes, par exemple pour le calot de l'armée américaine. Ainsi, on rencontre aussi le calot gris, type RAF, ou encore le calot bleu, comme dans l’armée de l’air française.
La couleur va souvent dépendre de l'armée (terre, air ou mer) où sert celui qui porte le calot.

## Utilisation par pays

### Serbie

#### Historique
La šajkača (en serbe cyrillique : Шајкача) est un des couvre-chefs national de Serbie porté, aujourd'hui et hier, par des Serbes sur tout le territoire de l'ancienne Yougoslavie. Son nom est dérivé de Šajkaši qui était le nom porté par les troupes de flottille gardant le Danube et la Sava durant la monarchie des Habsbourg. Les troupes étaient composées de Serbes de souche, qui avaient un statut militaire spécial. Leur nom vient du petit bateau en bois connu sous le nom de šajka (en serbe cyrillique : шајка).

### Canada
Armée de terre
Initialement conçu pour être porté au cours des opérations de campagne et à l’entraînement, le field service cap (calot de campagne) introduit en 1939, a été remplacé en 1943 par un béret kaki.
Armée de l'air
Dans l'armée de l'air canadienne, le wedge cap (calot) est de couleur bleue, et se porte aussi bien dans le cadre de l'uniforme de travail que de la grande tenue. Cependant, à partir de la réforme de 1968, le calot de l'armée de l'air a cessé pour un temps d'être bleu, pour devenir provisoirement de couleur vert-de-gris (rifle green). Ce n'est qu'avec l'arrivée du Distinct Environmental Uniform, introduit à la fin des années 1980 (pour en finir avec l'uniforme commun aux différentes armes, mal vécu) que le calot de l'armée de l'air est redevenu bleu.

### France

#### Historique
En France, le bonnet de police (sorte de calot), plus pratique que le képi, a une histoire différente du glengarry, le calot traditionnel de l'Écosse. En effet, le bonnet de police français portait initialement un pompon au bout d'une coiffe allongée (assez similaire au bonnet de nuit).

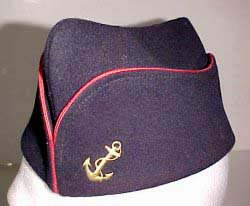
Calot des troupes de marine françaises.

Cette forme particulière du bonnet de police a disparu vers le milieu du XIXe siècle pour faire place à un calot plus proche du modèle actuel, mais toujours doté d'un pompon, placé cette fois au bout d'une cordelette et tombant devant l'œil. Ce type de couvre-chef se retrouvait dans l'armée belge ainsi que dans l'armée espagnole, au cours de la première moitié du XXe siècle. Ce calot à pompon est toujours en usage dans la Légion étrangère espagnole.
Lorsqu'il a été réintroduit dans la tenue de travail dans les années 1890, le bonnet de police de l'armée française était devenu un couvre-chef sans décoration ou signe distinctif particulier. La couleur en était variable, selon celle de l'uniforme auquel le calot était associé, qui pouvait être, jusqu'à la Première Guerre mondiale, bleu marine, bleu clair, ou noir. De 1915 à 1930, le calot devient bleu horizon ; puis, il devient kaki.
Entre 1944 et 1962 cependant, le calot, porté par à peu près toutes les armes de l'Armée  de terre, pouvait arborer une large gamme de couleurs diverses, assorties aux couleurs traditionnelles du képi de cette même arme, voire de ce même régiment. À la fin de la guerre d'Algérie, le calot est remplacé par le béret dans la plupart des unités.
On peut noter aussi le port du calot dans les lycées de la Défense.

#### Armée de terre
Dans l'armée française moderne, la direction centrale de l'intendance a répertorié deux bonnets de police : le « modèle 1946 » en drap et le « modèle 1957 » en coton.
L'Armée de terre française porte le calot dans un usage de tradition. À compter de 2017, le calot revient en tant que coiffure de service, annulant donc le port du béret. Le calot est maintenant une coiffure comprenant une partie centrale constituée d'un calot avec en son fond un pli creux. Elle est enserrée par un bandeau croissant sur le devant. Ce bandeau peut être orné d'un passepoil, c'est-à-dire d'un petit liseré qui borde la couture. Les calots sont de couleur bleu foncé pour l'ensemble de l'Armée de terre, c'est la couleur du fond qui permet de faire la distinction entre les armes : le fond et le passepoil sont de couleur gris de plomb pour l’arme du matériel, rouge pour le 1er régiment de spahis, jonquille pour le 16e bataillon de chasseurs, etc. Le port du calot de tradition n'est autorisé que lors des manifestations à caractère de tradition, internes au corps.

#### Armée de l'air

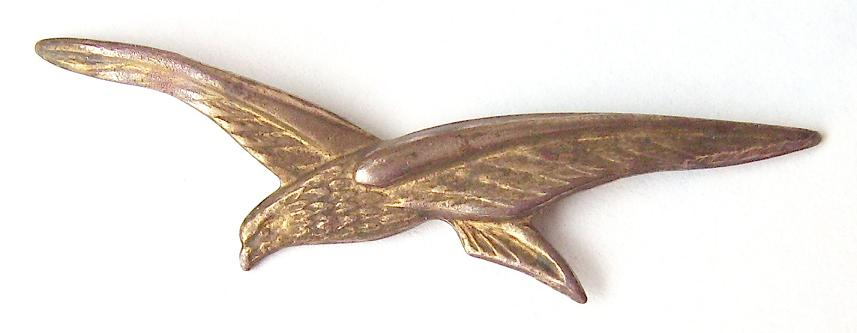
Épervier de calot (dit « charognard ») de l'Armée de l'air française.

Dans l'Armée de l'air et de l’espace, le calot est porté comme coiffure réglementaire, il est de couleur bleue et arbore le « charognard » de l'Armée de l'air.

#### Gendarmerie nationale, police  et douanes
Le calot est également porté par les unités de maintien de l'ordre, telles que la Gendarmerie mobile ou les CRS de la Police nationale. Le rôle de ces forces nécessite qu'ils puissent rapidement remplacer leur couvre-chef ordinaire par un casque, et le calot est particulièrement adapté à cela. Le calot fait aussi partie des tenues des motocyclistes de la Police nationale, des polices municipales et des douanes pour les mêmes raisons.
Depuis 2011, le calot est porté par toutes les unités de la Gendarmerie nationale.
Depuis juillet 2017, le bonnet de police (calot) devient la norme avec toutes les tenues de service de la Gendarmerie nationale. Cette mesure met un terme définitif au port de la casquette, qui n'était guère appréciée par les gendarmes. Le képi est toujours porté pour les cérémonies.

### URSS

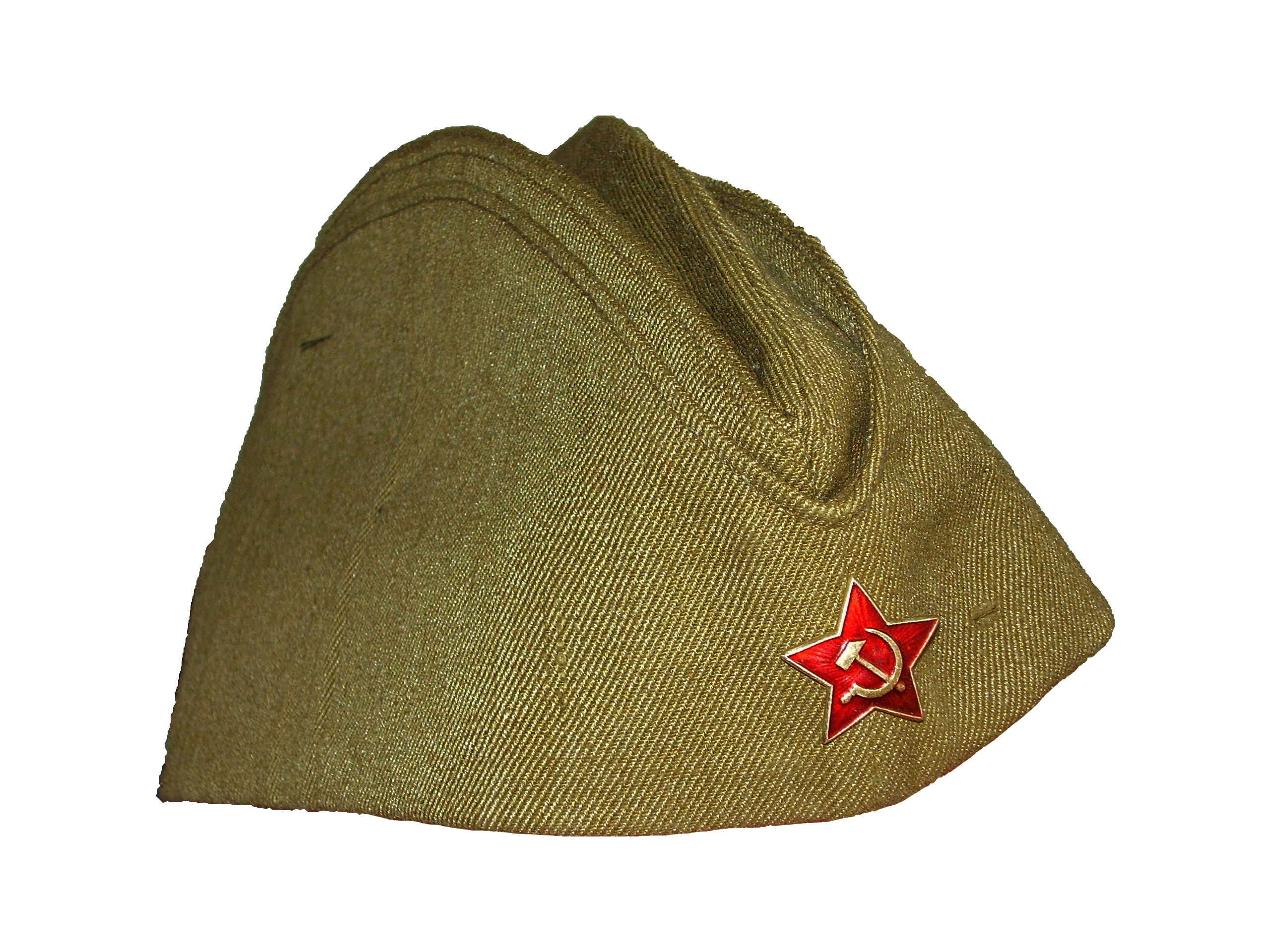
Pilotka de l'Armée rouge.

Le calot de l'Union soviétique s'appelait la pilotka. C'était le couvre-chef le plus commun dans l'Armée rouge au cours de la Seconde Guerre mondiale et jusqu'à la fin des années 1980, et était utilisé en été à la place de l’ouchanka portée l'hiver.

### Suède
En Suède, ce type de coiffure est connu sous le nom de båtmössa (littéralement « bonnet bateau »). Ce calot est particulièrement usité dans la police suédoise, dont il est la coiffure réglementaire depuis les années 1980.

## Usage civil
Le calot, dans la plupart des pays, est d'utilisation essentiellement militaire.
Cependant, dans quelques cas, on en trouve une utilisation civile : 
- En France, les élèves de certaines classes préparatoires portent le Khâlot.

- Népal : le topi, couvre-chef national pour les hommes, est un calot de coton décoré de motifs.

- Inde : Certains fonctionnaires indiens portent le calot, à titre purement civil donc.

- Aux États-Unis, les scouts américains (Boy Scouts of America) portent le calot. Dans de grands dîners de style traditionnel, le personnel peut également fréquemment porter des calots.
Les membres de l'American Legion portent également des calots.

- Dans certaines compagnies aériennes, le personnel navigant peut porter des calots.

- Le calot est aussi le nom donné à la coiffe verte des chirurgiens et du personnel des blocs opératoires.

- Le calot est aussi un des noms donnés à plusieurs coiffes portées par les cuisiniers, pâtissiers et traiteurs.